# Bulbophyllum macilentum
Bulbophyllum macilentum är en orkidéart som beskrevs av Jaap J. Vermeulen. Bulbophyllum macilentum ingår i släktet Bulbophyllum och familjen orkidéer. Inga underarter finns listade i Catalogue of Life.